# Lista de prefeitos de Severiano Melo
Esta é a lista de prefeitos de Severiano Melo, município brasileiro do estado do Rio Grande do Norte.
| Nº | Prefeito                     | Imagem                   | Partido                   | Início de mandato     | Fim de mandato         | Vice-prefeito                   | Observações             |
| -- | ---------------------------- | ------------------------ | ------------------------- | --------------------- | ---------------------- | ------------------------------- | ----------------------- |
| 1  | Rui Bessa Nunes              |                          | UDN                       | 31 de janeiro de 1965 | 31 de janeiro de 1969  | João Batista de Melo Filho      | Prefeito e vice eleitos |
| 2  | Benvenuto Melo Holanda Neto  |                          | ARENA                     | 31 de janeiro de 1969 | 31 de janeiro de 1973  | João Severiano de Melo          | Prefeito e vice eleitos |
| 3  | Francisco Ferreira Sobrinho  |                          | ARENA                     | 31 de janeiro de 1973 | 31 de janeiro de 1977  | Maria de Holanda Sobrinha       | Prefeito e vice eleitos |
| 4  | Benvenuto Melo Holanda Neto  |                          | ARENA                     | 31 de janeiro de 1977 | 31 de janeiro de 1983  | Jorge Régis de Melo             | Prefeito e vice eleitos |
| 5  | Ranulfo Holanda Cavalcante   |                          | PDS                       | 31 de janeiro de 1983 | 31 de dezembro de 1988 | Severiano Régis de Melo Neto    | Prefeito e vice eleitos |
| 6  | Severiano Régis de Melo Neto |                          | PDT                       | 1º de janeiro de 1989 | 31 de dezembro de 1992 | Francisco Ferreira Sobrinho     | Prefeito e vice eleitos |
| 7  | Genildo de Freitas Melo      |                          | PDS                       | 1º de janeiro de 1993 | 31 de dezembro de 1996 | Maria de Holanda Sobrinha       | Prefeito e vice eleitos |
| 8  | Silvestre Monteiro Martins   |                          | PPB                       | 1º de janeiro de 1997 | 31 de dezembro de 2000 | Gildo Alves de Carvalho         | Prefeito e vice eleitos |
| 9  | Genildo de Freitas Melo      |                          | PPB                       | 1º de janeiro de 2001 | 31 de dezembro de 2004 | Severiano Régis de Melo Neto    | Prefeito e vice eleitos |
| 10 | Silvestre Monteiro Martins   |                          | PMDB                      | 1º de janeiro de 2005 | 31 de dezembro de 2012 | Geraldo de Melo Freitas         | Prefeito e vice eleitos |
| 10 | Silvestre Monteiro Martins   | PSB                      | Prefeito e vice reeleitos | 1º de janeiro de 2005 | 31 de dezembro de 2012 | Geraldo de Melo Freitas         |                         |
| 11 | Dagoberto Bessa Cavalcante   |                          | PSD                       | 1º de janeiro de 2013 | 31 de dezembro de 2020 | Jacinto Lopes de Carvalho       | Prefeito e vice eleitos |
| 11 | Dagoberto Bessa Cavalcante   | Raimundo Cândido de Lima | PSD                       | 1º de janeiro de 2013 | 31 de dezembro de 2020 | Prefeito reeleito e vice eleito |                         |
| 12 | Jacinto Lopes de Carvalho    |                          | Republicanos              | 1º de janeiro de 2021 | até a atualidade       | Yure da Silva Paiva             | Prefeito e vice eleitos |
| 12 | Jacinto Lopes de Carvalho    | UNIÃO                    | Ivanésio Cândido de Lima  | 1º de janeiro de 2021 | até a atualidade       | Prefeito reeleito e vice eleito |                         |